# Biegając z nożyczkami (film)
Biegając z nożyczkami – amerykański komediodramat z 2006 roku w reżyserii Ryana Murphy’ego na podstawie książki pod tym samym tytułem Augustena Burroughsa.

## Fabuła
Film opowiada o chłopcu, którego niezrównoważona psychicznie matka postanawia oddać pod opiekę swojemu psychiatrze. Mężczyzna z wyglądu przypomina św. Mikołaja. Mając dwanaście lat, chłopiec mieszka z całą dziwaczną rodziną doktora w domu, gdzie choinki nie rozbiera się przez okrągły rok, pojęcie porządku nie istnieje, a cukierki zastępowane są przez leki psychotropowe.

## Obsada
- Annette Bening jako Deirdre Burroughs
- Brian Cox jako doktor Finch
- Joseph Fiennes jako Neil Bookman
- Evan Rachel Wood jako Natalie Finch
- Alec Baldwin jako Norman Burroughs
- Joseph Cross jako Augusten Burroughs
- Jill Clayburgh jako Agnes Finch
- Gwyneth Paltrow jako Hope
- Gabrielle Union jako Dorothy
- Patrick Wilson jako Michael Shephard
- Kristin Chenoweth jako Fern Stewart
- Dagmara Domińczyk jako Suzanne
- Colleen Camp jako Joan
- Jack Kaeding jako młodszy Augusten Burroughs
- Gabriel Guedj jako Poo

i inni

## Nagrody i nominacje
Złote Globy 2006
- Najlepsza aktorka w komedii/musicalu – Annette Bening (nominacja)

Nagroda Satelita 2006
- Najlepszy aktor w komedii/musicalu – Joseph Cross
- Najlepsza aktorka w komedii/musicalu – Annette Bening (nominacja)